# Velas
Pour les articles homonymes, voir Horta.
Velas est une commune des îles des Açores.
La commune comptait, en 2011, 5 398 personnes, pour une densité de population de 45 hab./km2 et une superficie de 15,18 km2. La commune fait partie de l'île de São Jorge, dont elle occupe la partie occidentale. C'est le port principal de l'île. Comme pour d'autres ports en eaux profondes des Açores (Horta, Angra do Heroísmo), il s'abrite au pied d'un ancien cône volcanique.
La commune compte 6 localités (freguesias). L'autre commune de l'île est Calheta, situé à l'est. L'autre commune la plus proche est Santa Cruz da Graciosa, sur l'île de Graciosa au nord.
Le village fut fondé vers 1500. Velas signifie bougies en portugais, tirant son nom d'une légende selon laquelle des bougies transportées par un navire naufragé s'échouaient régulièrement sur le rivage.

## Freguesias de Velas
- Manadas
- Norte Grande
- Rosais
- Santo Amaro
- Urzelina
- Velas

## Personnages liés à la commune
- José Avelino Bettencourt, (1962) chef du protocole de la Secrétairerie d'État de la Saint-Siège.

## Illustrations

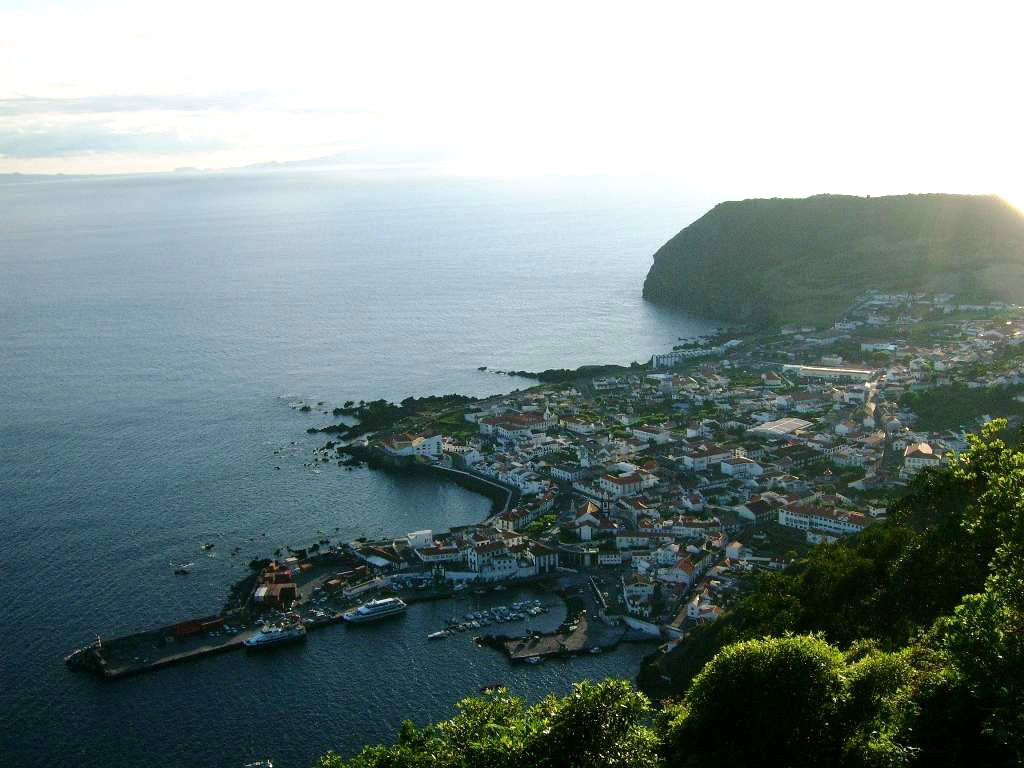
Le port de Velas
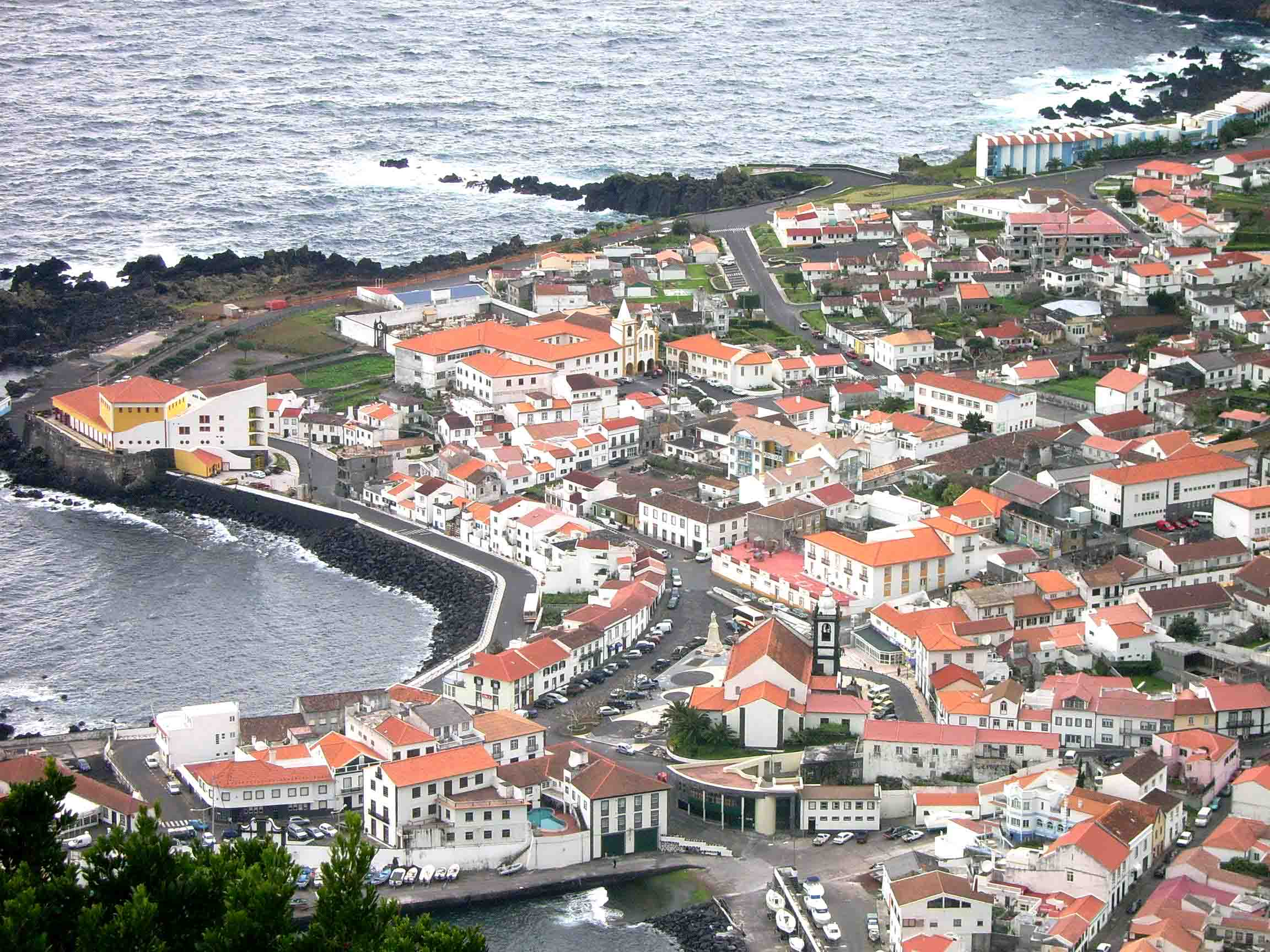
Panorama de Velas